# Next Exit
Next Exit es una película de comedia dramática de ciencia ficción estadounidense de 2022, escrita y dirigida por Mali Elfman en su debut como directora. Está protagonizada por Katie Parker, Rahul Kohli, Rose McIver, Karen Gillan, Tongayi Chirisa y Diva Zappa. Se estrenó en el Festival de Cine de Tribeca el 10 de junio de 2022, tiene previsto su estreno en Estados Unidos en noviembre de 2022, por Magnet Releasing.

## Argumento
Un estudio científico conocido como Life Beyond, lanzado por el Dr. Stevenson en San Francisco, permite a las personas suicidarse sin dolor sabiendo que existe una vida después de la muerte. En la ciudad de Nueva York, dos extraños listos para morir, Rose y Teddy, terminan compartiendo, por casualidad, un auto alquilado para un viaje a través del país a sus respectivas citas de Life Beyond.

## Reparto
- Katie Parker como Rose
- Rahul Kohli como Teddy
- Rose McIver
- Karen Gillan como Dra. Stevenson
- Tongayi Chirisa como el padre Jack
- Diva Zappa
- Tim Griffin como John
- Jim Ortlieb como Milton

## Producción
Next Exit es el debut como directora de Mali Elfman, quien la escribió más de diez años antes de su estreno. Ella revisaba y agregaba al guion cada vez que estaba en un «lugar difícil» o enfrentaba una lucha en su vida. Escribió el papel principal pensando en su amiga Katie Parker y eligió a Rahul Kohli como el segundo protagonista porque le gustaban sus actuaciones en la serie de televisión iZombie (2015-2019) y la serie de Netflix The Haunting of Bly Manor (2020). Las amigas de Elfman, Rose McIver y Tongayi Chirisa, quienes también protagonizan iZombie, así como Karen Gillan y Diva Zappa también protagonizan. Next Exit estuvo en desarrollo durante más de ocho años antes de que Helmstreet Productions decidiera financiarlo. Fue filmado durante la pandemia de COVID-19 en los estados de Misuri, Oklahoma, Texas, Nuevo México y Arizona, en algún momento entre enero y febrero de 2021.

## Estreno
La película se estrenó en el Festival de Cine de Tribeca el 10 de junio de 2022. En julio de 2022, Magnolia Pictures compró los derechos de distribución de la película y programó su estreno en noviembre de 2022 bajo su brazo de género, Magnet Releasing. En agosto de 2022, Blue Finch Films adquirió los derechos internacionales de la película.

## Recepción
En el agregador de reseñas Rotten Tomatoes, el 95% de las 20 reseñas son positivas, con una calificación promedio de 7.1/10. 
En el Festival de Cine de Tribeca, la película recibió el premio a la Mejor Fotografía.